# Énergie en république démocratique du Congo
Le secteur de l'énergie en république démocratique du Congo est largement dominé par la biomasse traditionnelle qui représente 93 % de la production d'énergie primaire du pays et 94,4 % de sa consommation intérieure d'énergie primaire.
Le pétrole brut extrait en république démocratique du Congo (RDC) est entièrement exporté et les produits pétroliers consommés dans le pays sont importés. Le gouvernement a lancé en juillet 2022, des appels à manifestation d'intérêt internationaux pour l‘exploitation de 27 blocs pétroliers dans la forêt du bassin du Congo et trois blocs gaziers dans le Lac Kivu. Ces projets sont vivement contestés par scientifiques et des ONG selon qui ils mettraient en danger l’un des plus importants puits à carbone au monde : la forêt tropicale du bassin du Congo.
L'électricité représente seulement 3,7 % de la consommation finale d'énergie de la RDC en 2019. Elle est produite à 99,4 % par les centrales hydroélectriques, 0,3 % par l'énergie solaire et 0,2 % par des installations à biomasse.
Les émissions de CO2 liées à l'énergie par habitant en RDC en 2019 représentaient seulement 15 % de la moyenne mondiale et 70 % de la moyenne africaine.

## Production d'énergie primaire
La production d'énergie primaire de la république démocratique du Congo s'élevait en 2019 à 1 285 PJ (pétajoules), dont 93 % de biomasse traditionnelle, 3,8 % de pétrole brut et 3,1 % d'hydroélectricité.

### Biomasse
Le bois-énergie est la principale source d’énergie utilisée en RDC. Il représente 93 % du mix énergétique du pays avec une forte dépendance de la population à 90 % pour le besoin de cuisson. Le charbon de bois est le combustible principal pour les ménages urbains avec plus de 95 % d’usagers, suivi de l’électricité (environ 20 % en moyenne, Kinshasa atteignant 60 %). Les ménages ruraux (61,8 % de la population) satisfont leurs besoins en énergie essentiellement avec du bois de feu.
La demande en biomasse énergétique domestique de la RDC est en 2007 de 45 Mm3 (millions de mètres cubes) de bois par an et est responsable de la destruction de 400 000 ha de forêt chaque année. La RDC possède 122 Mha (millions d'hectares) de forêt.

### Pétrole
Les réserves prouvées récupérables de pétrole de la RDC étaient estimées par l'Agence fédérale allemande pour les sciences de la terre et les matières premières (BGR) à 27 Mt (millions de tonnes) fin 2020, à comparer avec celles de l'Algérie (1 660 Mt) et de l'Angola (1 050 Mt). Mais les ressources ultimes (probables ou conjecturelles) sont estimées à 1 980 Mt. Les réserves prouvées représentent 25 ans d'exploitation au rythme de 2020.
Le pétrole brut produit par la RDC (49,3 PJ en 2019) est entièrement exporté ; les importations de produits pétroliers s'élèvent à 36,4 PJ en 2019, dont 5,4 PJ pour les vols internationaux et 31 PJ pour la consommation intérieure.
La RDC dispose de réserves de pétrole en mer et à terre à Moanda, sur la côte entre l’embouchure du fleuve Congo et l’enclave angolaise de Cabinda. Ce pétrole est exploité par la compagnie pétrolière franco-britannique Perenco. L'industrie pétrolière représente 8 % du PIB du pays. Cette exploitation connaît une opposition du fait de ses impacts environnementaux et sociaux.
Il y aurait aussi du pétrole à Ituri, mais dont les réserves n'ont pas encore été prouvées. Aucune entreprise n'effectue des activités d'exploration dans cette zone, depuis le départ de la compagnie française TotalEnergies. Cette zone connaît des violences qui nuisent à son développement,,,[source insuffisante].
Le ministère des hydrocarbures de RDC publie une carte des zones de prospection pétrolière du pays avec une estimation des réserves des zones déjà exploitées : 35 Mbl de réserves prouvées pour la concession offshore de Muanda, 1 140 Mbl de réserves prouvées à développer pour la concession onshore de Muanda.
En 2021, la production de brut en RDC plafonne à 8 Mbl (millions de barils) par an, alors que les réserves du pays sont estimées à 20 Gbl (milliards de barils). La RDC s’est dotée d’un code des hydrocarbures en août 2015 et se prépare à lancer un appel d’offres international, très contesté par Greenpeace et des organisations congolaises de défense de l’environnement.
En juillet 2022, le président Félix Tshisekedi lance 30 appels à manifestation d'intérêt internationaux pour l‘exploitation de 27 blocs pétroliers dans la forêt du bassin du Congo et trois blocs gaziers dans le Lac Kivu, estimés à 22 Gbl (milliards de barils) de pétrole et 66 Gm3 (milliards de m3) de gaz. En 2022, 48 ans après les premières explorations pétrolières en RDC, le pays ne produit qu'environ 23 000 bl/j (barils par jour), alors que 85 % du potentiel national en hydrocarbures reste inexploré et inexploité.

### Charbon
Du charbon est présent dans les mines du Katanga, à Luena près de Bukama et Lukuga au Nord-Est de Kalemie. Un 3e gisement est à Walikale dans le Nord Kivu. Les réserves connues de charbon en RDC sont estimées à 720 Mt, dont 88 Mt sont réellement récupérables.

### Gaz
Le ministère des hydrocarbure estime à 20 Gm3 les réserves de gaz associé au pétrole de la concession offshore de Muanda. Une partie de ce gaz est brûlée à la torche lors de la production du pétrole brut. Ce gaz « reste un marché ouvert aux investisseurs ».
Il existe une réserve de 300 milliards de mètres cubes de méthane dans le lac Kivu.

### Uranium
Des gisements d'uranium ont été identifiés dans plusieurs régions du pays,, en particulier dans les mines du Katanga. Le gisement d'uranium avait été repéré en 1915 par l'Union Minière du Haut Katanga. La mine de Shinkolobwe, au sud de la province du Katanga à 35 km de Likasi, a été exploitée industriellement pour son uranium et son radium entre 1921 et 1959. C’est à Shinkolobwe qu’a été extrait l’uranium utilisé pour confectionner les bombes atomiques de Hiroshima et Nagasaki. Au moment de l’indépendance, l’exploitation souterraine de la mine a été arrêtée et les puits uranifères de Shinkolobwe ont été condamnés avec du béton,. Aujourd'hui, cet uranium est exploité clandestinement,.

## Consommation intérieure d'énergie

### Consommation intérieure d'énergie primaire
La consommation intérieure d'énergie primaire en RDC s'élevait en 2019 à 1 267 PJ, dont 94,4 % de biomasse, 3,1 % d'hydroélectricité et 2,4 % de produits pétroliers importés.
La consommation d'énergie primaire par habitant atteignait 25,2 GJ en 2019, soit 32 % de la moyenne mondiale : 79,1 GJ, et 92 % de la moyenne africaine : 27,4 GJ (France : 150,5 ; Afrique du sud : 100,2 ; Nigeria : 32,8).

### Consommation finale d'énergie
La consommation finale d'énergie de la RDC s'élevait en 2019 à 815 PJ, dont 92,6 % de biomasse, 3,8 % de produits pétroliers et 3,7 % d'électricité.

## Secteur électrique
La Société nationale d’électricité (SNEL), créée le 16 mai 1970, a reçu mandat de produire et de transporter de l’électricité pour en assurer la distribution et la commercialisation sur toute l’étendue de la république démocratique du Congo. En novembre 1994, des arrêtés ministériels fixent, pour les opérateurs privés, les conditions d’obtention de l’autorisation de construire et d’exploiter à des fins commerciales des centrales hydroélectriques. En 2014, SNEL SARL est transformée en Société Anonyme (SNEL SA) avec l’État congolais comme actionnaire unique. A côté de SNEL SA qui est l’opérateur public, doté d'un monopole de fait dans le domaine du transport et de la distribution de l’électricité, il existe quelques opérateurs privés et des auto-producteurs indépendants dans le secteur de l’électricité en RDC. Les activités de SNEL SA se concentrent à 97 % dans les régions Ouest et Sud du pays.

### Production d'électricité
La production d'électricité de la RDC s'élevait en 2019 à 11,1 TWh, produite à 99,4 % par les centrales hydroélectriques, 0,3 % par l'énergie solaire et 0,2 % par des installations à biomasse.
Selon le rapport annuel 2020 de la SNEL, la puissance installée de la SNEL atteignait 2 609 MW en 2020, dont 2 577 MW hydraulique et 32 MW thermique ; la puissance disponible était de 1 755 MW (1 742 MW hydraulique et 13 MW thermique). La production brute s'est élevée à 12 397 GWh, en progression de 7,9 % par rapport à 2019 grâce à une nette amélioration du taux de disponibilité de l'hydraulique, qui est passé de 60,1 % à 67,6 %. Les importations d'électricité ont augmenté de 18 %.
La capacité installée se répartit entre la SNEL (2 624 MW, soit 85,5 %), les producteurs privés (363 MW, soit 11,9 %) et les autres producteurs publics (80 MW, 2,6 %). En 2021, 32 % de la capacité du parc de production de la SNEL demeurait encore indisponible en attendant la finalisation de son programme de réhabilitation. En 2021, la production d’électricité de SNEL a atteint 13 036 GWh, suppléée par une importation d’environ 1 476 GWh, soit 11 %. Les données sur la production d’électricité des producteurs privés et des autres producteurs publics ne sont pas accessibles. La loi 14/011 du 17 juin 2014 relative au secteur de l’électricité instaure la décentralisation et le retour à la libéralisation du sous-secteur de l’électricité avec la création de l’Autorité de Régulation de l’Électricité (ARE) et de l’Agence Nationale de l’Électrification et des Services énergétiques en milieux ruraux et périurbains (ANSER).
La puissance installée en RDC est en 2016 de 2 400 MW, mais seuls 1 281 MW sont opérationnels ; par exemple, les barrages Inga 1 et Inga 2 sur le fleuve Congo (construits respectivement en 1972 et 1982) devaient fournir 1 770 MW (351 MW pour Inga 1 et 1 424 MW pour Inga 2), mais du fait de problème de maintenance ne fournissent dans les faits que de 1 000 MW de puissance. Selon la SNEL, la capacité installée n'est utilisée qu'à 30 %. 
| Centrale     | Réseau      | Puissance installée (MW) |
| ------------ | ----------- | ------------------------ |
| Inga 1       | Ouest       | 351                      |
| Inga 2       | Ouest       | 1424                     |
| Zongo 1      | Ouest       | 75                       |
| Zongo 2      | Ouest       | 150                      |
| Sanga        | Ouest       | 12                       |
| Nseke        | Sud         | 260                      |
| Nzilo        | Sud         | 108                      |
| M'Sha        | Sud         | 68                       |
| Koni         | Sud         | 42                       |
| Ruzizi 1     | Est         | 30                       |
| Hydro isolés | 4 centrales | 57                       |
| Thermique    | 75 groupes  | 32                       |
| Total        | 135 groupes | 2609                     |

Selon le rapport national « Énergie durable pour tous à l'horizon 2030 » du PNUD, l'objectif d'accès universel à l’électricité à l’horizon 2030 impliquerait que la consommation finale d'électricité de la RDC atteigne 150 000 kWh en 2030, soit une multiplication par un facteur 23,8 par rapport à 2011.

#### Hydroélectricité

Aménagement hydroélectrique d'Inga
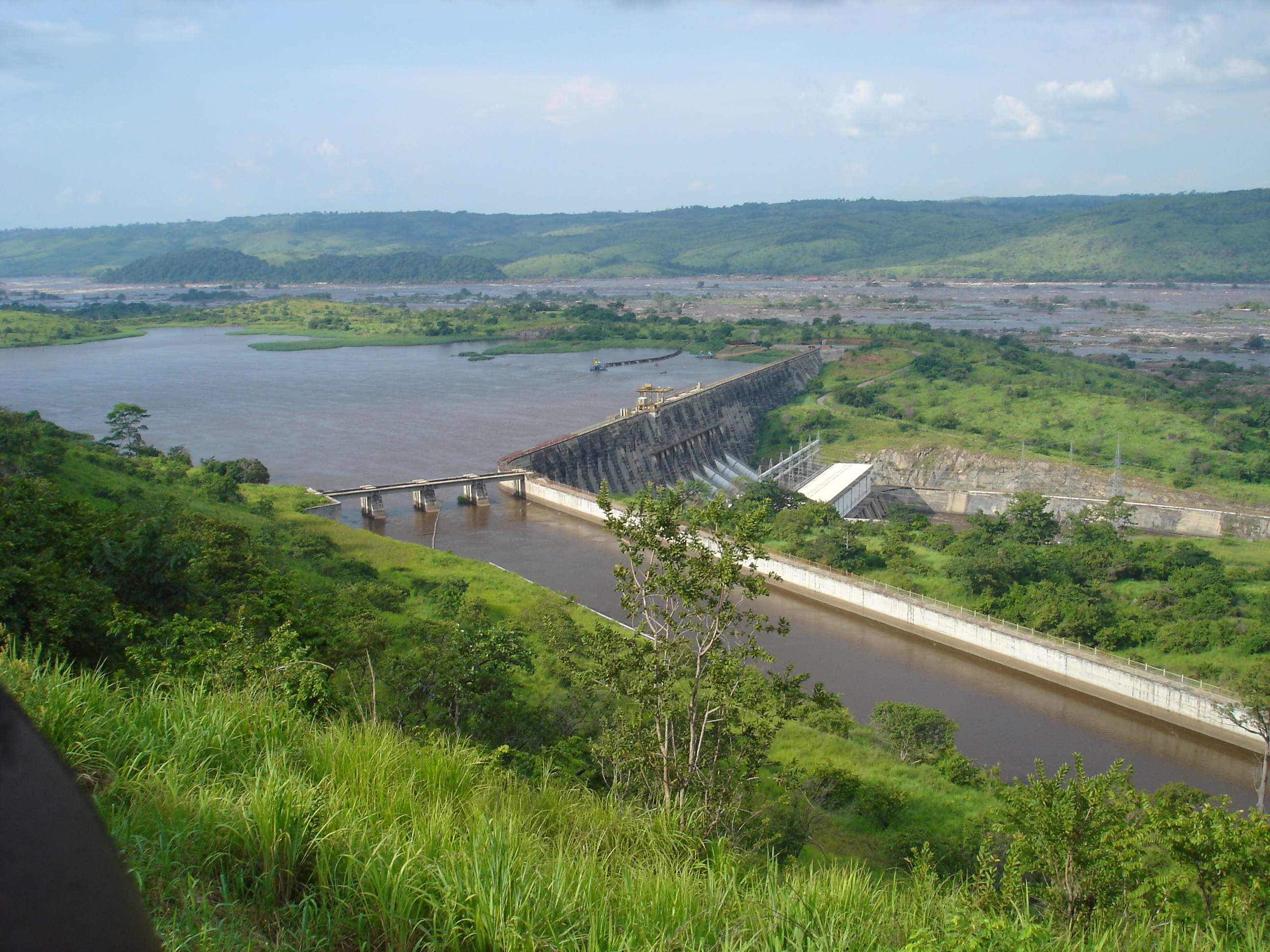
Barrage Inga 1, 2009.
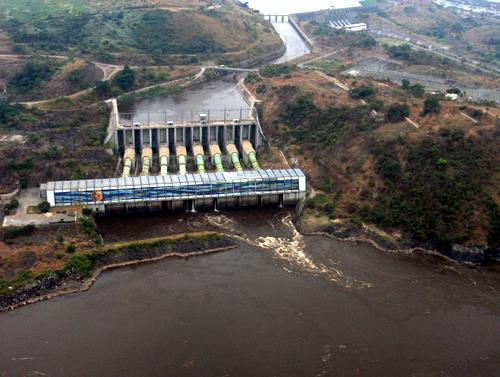
Vue du ciel des deux centrales Inga, 2006. Inga 2 au premier plan, Inga 1 au fond.
Carte du site d'Inga, état en 2006.
Carte du projet du Grand Inga (39 000 MW).

Selon l'International Hydropower Association (IHA), la production hydroélectrique de la RDC s'est élevée à 9 TWh en 2021, soit 0,55 % de la production mondiale et 6,2 % de la production africaine, au 6e rang en Afrique, derrière la Zambie : 15 TWh, le Mozambique : 15 TWh, l'Éthiopie : 14 TWh, l'Égypte : 14 TWh et l'Angola : 11 TWh. La puissance installée des centrales hydroélectriques congolaises atteint 2 760 MW fin 2021, soit 7,2 % du total africain, au 5e rang en Afrique derrière l'Éthiopie (4 074 MW), l'Angola (3 836 MW), l'Afrique du sud (3 600 MW) et l' Égypte (2 876 MW). Aucune mise en service n'a été réalisée en 2021.
Les centrales hydroélectriques ont produit 11 045 GWh en 2019, soit 99,4 % de l'électricité de la RDC.
Selon l'Agence Nationale pour la Promotion des Investissements (Ministère du Plan), le pays possède un potentiel hydroélectrique exploitable évalué à 100 000 MW réparti sur 780 sites, soit 37 % du potentiel de l'Afrique et 6 % du potentiel mondial. Le projet Grand INGA possède à lui seul un potentiel de 39 000 MW. Le potentiel national permettrait une production annuelle estimée à 774 TWh. Le fleuve Congo a un débit moyen de 41 000 mètres cubes/seconde. Aujourd'hui, il n'est exploité qu'a moins de 3 %.
Le barrage Inga I, mis en service en 1970 en utilisant la vallée de Nkololo, sur le site des chutes d'Inga dans la province du Bas-Congo, à une trentaine de kilomètres au nord de la ville de Matadi, a une puissance de 351 MW. Le barrage Inga II, mis en service en 1982 sur le même site, a une puissance de 1 424 MW. Toutefois, la puissance réellement disponible représentait en 2006 moins de 40 % de la capacité installée en raison du manque d’entretien de la centrale et de problèmes de conception des ouvrages qui ont conduit à l’arrêt de plusieurs machines et la limitation du volume du bassin de mise en charge. Le projet de centrale Inga III a été envisagé initialement avec une puissance de 1 344 MW, puis avec une puissance de 3 500 MW moyennant le doublement de la capacité du canal d’amenée avec d’importants travaux de génie civil sur les ouvrages amont pour aménager une deuxième prise d’eau. Enfin, en utilisant la vallée de Bundi, plus à l'ouest, comme réservoir, le projet de centrale de Grand Inga, équipée de 52 groupes de 750 MW, atteindrait au total une puissance installée de 39 000 MW.
Le 16 octobre 2018, la RDC signe un accord de développement exclusif avec deux entreprises chinoise et espagnole pour tenter de financer son projet Inga III, d’une capacité de 11 000 MW, estimé à 14 milliards $. Inga III doit théoriquement prendre le relais des barrages Inga I et Inga II. La construction va durer de cinq à sept ans, peut-être jusqu’à onze ans. En août 2020, les consortiums chinois et espagnols concluent un accord de fusion en un seul consortium, mené par China Three Gorges Corporation et la société espagnole AEE Power Holdings, pour la réalisation d'Inga III. Les six entreprises chinoises du consortium ont une participation de 75 % et la société espagnole AEE Power Holdings 25 %. Le président Tshisekedi souhaite désormais mettre en œuvre le projet en plusieurs phases dont la première aboutira à la construction d’une centrale hydroélectrique de 4 800 MW, option soutenue par la Banque africaine de développement (BAD), mais rejetée par les entreprises chinoises selon lesquelles elle « n’était pas économiquement viable ».
Le 15 juin 2021, le développement du projet Grand Inga est confié à l'entreprise australienne Fortescue Metals Group, qui prévoit d'investir 80 milliards $ dans le projet. Il sera réalisé en sept phases. Il est soutenu par la Banque mondiale, la Banque africaine de développement et la Banque européenne d’investissement.
Le projet Grand Inga, sur le fleuve Congo, le deuxième plus grand fleuve d’Afrique après le Nil, aura une capacité d’environ deux fois celle du plus grand barrage hydroélectrique du monde actuellement en activité, celui des Trois-Gorges en Chine et sera 3 fois plus puissant que celui d’Itaipu entre le Brésil et le Paraguay. Le projet comprend également plusieurs infrastructures connexes, dont une ligne électrique de plus de 5 000 km jusqu’en Afrique du Sud en passant par la Zambie et la Namibie, un port et des unités de production d’hydrogène et d’ammoniac vert. L'Afrique du Sud a signé un accord avec la RDC pour bénéficier de 2 500 MW d’ici 2030, à condition que le projet soit lancé d’ici 2023.
La centrale hydroélectrique de Nseke (260 MW), la plus importante de la province du Katanga, a bénéficié d'un programme de réhabilitation totale de 3 machines sur 4 de la centrale et des lignes et transformateurs la reliant à Kolwezi, aboutissant à la remise en service totale de la centrale en juin 2020, après 65 ans de fonctionnement.
La centrale de Zongo II (150 MW), construite par la compagnie chinoise Sinohydro sur le fleuve Congo dans la province du Kongo central, a été inaugurée en juin 2018.
Le projet de centrale hydroélectrique de Ruzizi III (147 MW), sur la rivière Rusizi, par laquelle le lac Kivu se déverse dans le lac Tanganyika, à cheval sur la frontière entre le Rwanda et la république démocratique du Congo, est la troisième d'une cascade de centrales électriques : Ruzizi I (29,8 MW), construit en 1958 à la sortie Rusizi du lac Kivu, Ruzizi II (43,8 MW), mise en service en 1989. Le projet, partagé entre la RDC, le Rwanda et le Burundi, a reçu en 2015 un financement de 138 millions $ de la Banque africaine de développement ainsi que d'autres financements de la Banque mondiale, de la Kreditanstalt für Wiederaufbau et de l'Union européenne. Le projet Ruzizi IV (287 MW) a reçu en janvier 2020 un don de 8 millions $ de l'Union européenne pour sa préparation.

#### Énergie solaire
La RDC, du fait de sa situation géographique, a un potentiel d’ensoleillement très élevé compris entre 3 250 et 6 000 Wh/m2/j. Plusieurs entreprises se sont installées à l’issue de la libéralisation du sous-secteur de l’électricité, notamment à l’Est de la RDC, rendant la technologie disponible et accessible auprès des consommateurs. Mais en 2021, aucune stratégie de développement de l’énergie solaire à court et à long terme n’est disponible pour stimuler sa promotion.
Le Congo développe le solaire pour une utilisation individuelle et non reliée au réseau électrique.

#### Énergie  éolienne
La RDC a un faible potentiel éolien. L’estimation faite sur le site du Global Wind Atlas donne un potentiel éolien moyen de 2,56 m/s pour une puissance de 34 W/m2, à 10 mètres du sol. En 2022, cette technologie n’est pas exploitée.

#### Géothermie
La géothermie est une forme d’énergie renouvelable abondante dans la partie orientale de la RDC. Son potentiel reste à évaluer dans les sites identifiés au Nord-Kivu, Sud-Kivu et dans le Tanganyika. Les températures des sources thermales de ces sites varient de 40 à 100 °C dans le Tanganyika avec un débit variant de 40 à 150 l/s, de 75 à 90 °C pour un débit de 75 l/s dans le Nord-Kivu et de 37 à 50 °C avec un débit de 11 à 162 l/s dans le Sud-Kivu.

### Réseaux électriques
Le réseau de transport de SNEL SA est constitué des lignes à haute tension totalisant en 2020 une longueur de 6 975 km dont une ligne haute tension à courant continu de 1 774 km reliant Inga à Kolwezi dans le Sud du pays. Le réseau de distribution atteint une longueur de 21 357 km. Le nombre des clients facturés atteint 709 727, en accroissement de 9,9 % par rapport à 2019.

### Consommation d'électricité
La consommation d'électricité par habitant en RDC était de 374 kWh en 2019, soit seulement 11 % de la moyenne mondiale (3 265 kWh) et 67 % de la moyenne africaine (560 kWh).
En 2017, selon la banque mondiale, seul 19,1 % de la population du pays avait accès à l'électricité. Il y a une grande disparité dans l'accès à l'électricité puisque 50 % des habitants de la ville y ont accès contre seulement 5 % dans les campagnes, le taux est même de près de 60 % à Kinshasa.

## Impact environnemental
Les émissions de CO2 liées à l'énergie par habitant en RDC en 2019 ont été de 0,68 tonne, soit seulement 15 % de la moyenne mondiale (4,39 tonnes) et 70 % de la moyenne africaine (0,97 tonne).
Les équipements traditionnels habituellement utilisés en Afrique subsaharienne sont inefficaces et produisent de la fumée et des gaz à cause d’une mauvaise combustion, entraînant à long terme des problèmes respiratoires et des décès. Les niveaux de particules émises par la combustion de la biomasse solide dans les foyers sont vraisemblablement dix à cinquante fois supérieurs aux valeurs prescrites par l’Organisation mondiale de la santé (OMS).
Entre 2012 et 2021, les médias d'investigation Investigate Europe, Disclose et Environmental investigative forum recensent 167 signalements de pollution due à l'exploitation du pétrole par Perenco : torchères, émanations de gaz, enfouissement des boues de forages, fuites de pétrole brut dans les sols et les cours d’eau, sans que la société ne soit jamais inquiétée. Les ONG Sherpa et Les Amis de la Terre ont saisi la justice en 2019 pour obtenir l’accès à des documents internes de l’entreprise.
En 2022, des scientifiques et des ONG dénoncent les appels d'offres lancé par le gouvernement de la RDC pour des exploitations pétrolières et gazières comme une initiative qui mettrait en danger l’un des plus importants puits à carbone au monde : la forêt tropicale du bassin du Congo. Greenpeace Afrique a remis à la présidence du pays une pétition signée par plus de 100000 personnes qui s’opposent à ces enchères pétrolières. En 2021, à la COP26 de Glasgow, Felix Tshisekedi s’engageait à protéger cette forêt pendant dix ans en échange d’un soutien financier international de 500 millions de dollars. La forêt de la Cuvette centrale contient la plus vaste région de tourbière tropicale au monde (environ 165 000 km2, dont deux tiers sur le territoire de la RDC). Selon Simon Lewis, professeur à l’University College de Londres, « les blocs de pétrole mis aux enchères couvrent environ un million d’hectares de tourbière, ce qui signifie qu’environ six milliards de tonnes de CO2 pourraient être libérées, soit l’équivalent de quatorze années d’émissions de gaz à effet de serre du Royaume-Uni ». Un autre bloc empiète sur le parc national des Virunga, célèbre réserve protégée à la frontière avec le Rwanda et l’Ouganda, qui sert d’habitat à une importante population de gorilles des montagnes, espèce menacée d’extinction.